# Jonathan Meese
Jonathan Meese (* 23. ledna 1970) je německý malíř, sochař a performanční a instalační umělec.
Narodil se v Tokiu jako třetí dítě německé matky a velšského otce. Od poloviny sedmdesátých let vyrůstal s matkou v Německu (otec zůstal v Japonsku do konce svého života). V letech 1995 až 1998 studoval na Hochschule für bildende Künste Hamburg, ale školu nedokončil. V roce 1998 vystavoval instalaci Ahoi der Angst na Berlínském bienále. V roce 2013 byl předvolán před německý soud poté, co do své performance Megalomania in the Art World zahrnul nacistický pozdrav Heil Hitler. Sám to označil za satirické umělecké gesto a nakonec byl osvobozen.